# Alfred Niepieklo
Alfred Niepieklo (Castrop-Rauxel, 11 giugno 1927 – Castrop-Rauxel, 2 aprile 2014) è stato un calciatore tedesco.
Fece parte, insieme ai compagni Alfred "Adi" Preißler ed Alfred Kelbassa, del famoso attacco dei "Tre Alfredo" del Borussia Dortmund. Dopo gli esordi nel Castrop Rauxel, trascorse nella squadra di Dortmund gli anni migliori della sua carriera, tra il 1951 ed il 1958, totalizzando coi gialloneri 183 presenze e 107 reti e laureandosi campione di Germania nel 1956 e nel 1957. Era spesso decisivo nei momenti più importanti: segnò nella finale del campionato sia nel 1956 (un gol nel 4-2 contro il Karlsruhe), sia nel 1957 (doppietta nel 4-1 contro l'Amburgo). Fu capocannoniere dell'Oberliga Ovest nel 1956, con 24 reti.

## Palmarès

### Competizioni nazionali
- Campionato tedesco: 2

1955-1956, 1956-1957